# Meszta
A Meszta (bolgárul Места, görögül Νέστος [Nesztosz]) folyó Bulgária és Görögország területén.

## Földrajzi adatok
A Rila-hegység déli lejtőjén eredő Fekete-Meszta és a Fehér-Meszta patakok összefolyásából ered Szófiától 70 km-re délkeletre. Áttöri magát a Pirin-hegység és Rodope közötti völgyön, és Kaválától 20 km-re keletre kiterjedt, mocsaras deltával torkollik az Égei-tengerbe Thászosz szigetével átellenben. Hossza 230 km, vízgyűjtő területe 5749 km².
Az ókorban Makedónia és Trákia határfolyója volt.
Mellékfolyója a Dospat.

## Fordítás
- Ez a szócikk részben vagy egészben  a   Nestos River című angol Wikipédia-szócikk ezen változatának fordításán alapul.  Az eredeti cikk szerkesztőit annak laptörténete sorolja fel. Ez a jelzés csupán a megfogalmazás eredetét és a szerzői jogokat jelzi, nem szolgál a cikkben szereplő információk forrásmegjelöléseként.

## Külső hivatkozások
- Bolgárország. A Pallas nagy lexikona. (Hozzáférés: 2010. július 19.)
- Mesta/Nestos River Sub-basin (angol nyelven). inweb.gr. (Hozzáférés: 2010. július 19.)

- Képek a folyóról (bolgár nyelven). Bulgaria Photos. [2009. szeptember 28-i dátummal az eredetiből archiválva]. (Hozzáférés: 2010. július 19.)